# Euxoa pallipennis
Euxoa pallipennis là một loài bướm đêm trong họ Noctuidae.